# Urtica lalibertadensis
Urtica lalibertadensis är en nässelväxtart som beskrevs av Weigend. Urtica lalibertadensis ingår i släktet nässlor, och familjen nässelväxter. Inga underarter finns listade i Catalogue of Life.